# Triodia adriaticus
Triodia adriaticus (adriatica), poznata i kao Hepialus adriaticus, vrsta je moljca zabilježena na istočnomu Jadranu, točnije Sloveniji i Hrvatskoj te Sjevernoj Makedoniji i Grčkoj. U Hrvatskoj je pronađena u Istri, blizu NP Brijuni i na Cresu.

## Vanjske poveznice
- Biologer
- Taksonomija